# Lesbians on Ecstasy
Lesbians on Ecstasy is een Canadese electropunk-band uit Montreal, Quebec, en is opgericht in 2003.
De band toerde eerst met Le Tigre door Canada en de Verenigde Staten voordat ze begonnen met de opnames voor het debuutalbum Lesbians on Ecstasy, dat op 25 oktober 2004 zou uitkomen. In 2005, een nummer van dit album getiteld “Bitchsy”, dat een cover is op "All Women Are Bitches" van Fifth Column, was te horen op het Amerikaanse televisieprogramma Queer as Folk. Hetzelfde jaar werd Lesbians on Ecstasy gekozen als “Album of the Year” door het Amerikaanse opinieblad The Advocate.
In de zomer van 2005 gaf de band hun tweede studioalbum uit, getiteld Giggles in the Dark. Dit album werd net zoals het eerste studioalbum uitgegeven door Alien8 Recordings. Giggles in the Dark bevat remixes van nummers van onder andere Le Tigre, Scream Club, Tracy and the Plastics, Kids on TV, 1-Speed Bike, DJ AÏ, Jody Bleyle, Katastrophe en Sean Kosa. Extra remixes konden worden gedownload op de website van de Franse producers Electrosexual en Branx. Het derde studioalbum, getiteld We Know You Know, werd uitgegeven de in lente van 2007.
De naam van de band is een referentie naar de Duitse band Chicks on Speed.

## Discografie
Studioalbums
- 2004: Lesbians on Ecstasy (cd, Alien8 Recordings)
- 2005: Giggles in the Dark (Remix, lp en cd, Alien8 Recordings)
- 2007: We Know You Know (lp en cd, Alien8 Recordings)

Singles en ep's
- 2004: "Tell Me Does She Love The Bass"/"U Feel Love" (split-12" met The Unireverse, Total Zero Records)
- 2005: Tell Me Does She Love the Bass (Electrosexual remix, Alien8 Recordings)

## Leden
- Fruity Frankie - zang
- Veronique Mystique - basgitaar
- Jackie "the Jackhammer" - drums
- Bernie Bankrupt - keyboard